# Anckorn-Nunatakker
Die Anckorn-Nunatakker sind eine Gruppe von Nunatakkern und schneebedeckten Hügeln, die sich über eine Länge von rund 25 km zwischen Mount Bailey und Mount Samsel im Osten des Palmerlands auf der Antarktischen Halbinsel verteilen.
Das UK Antarctic Place-Names Committee benannte sie 1976 nach dem Geologen John Fergus Anckorn (* 1949) vom British Antarctic Survey, der in der Umgebung dieser Formation tätig war.